# Ctenomys scagliai
Ctenomys scagliai és una espècie de mamífer rosegador de la família dels ctenòmids. És endèmic de la província de Tucumán (Argentina). Se sap molt poca cosa sobre el seu hàbitat i la seva història natural, en gran part perquè fins ara només se l'ha trobat en una sola localitat. Es desconeix si hi ha cap amenaça significativa per a la supervivència d'aquesta espècie.
Aquest tàxon fou anomenat en honor del naturalista argentí Galileo Juan Scaglia.